# لانگوم، پمبروکشر
لانگوم (به انگلیسی: Llangwm) یک منطقهٔ مسکونی در بریتانیا است که در پمبروکشر واقع شده‌است. لانگوم ۸۷۵ نفر جمعیت دارد.